# カリフォルニア小町
カリフォルニア小町（かりふぉるにあこまち）は、ナタリー、ジゼル、ローラ、アシュレー、ジャクソンによる5人組のインディーズサーカス団。略称は「カリコマ」。

## 概要
銀色の全身タイツに身を包み、「おでん」や「平等院鳳凰堂」、ケンタウルスなどを組体操で表現する5人組の集団であり、『ウェルカムTV』(テレビ東京)の出演をきっかけに、メジャーデビューを果たした。

## メンバー構成
- メンバーは全部で5名。
- 自ら、自身達のことを「全員美人高学歴お嬢様女子大生（お茶の水女子大、日本女子大、学習院女子大）」と言っている。
- 帰国子女2名がいる。
- お城保有者が1名（戦国大名の末裔）がいる。
- 全員にサーカスネームがつけられている。
- 普段は学生であり、パフォーマンス中に士気を高めるために、サーカスネームで呼び合っている。

## 見た目
- ネズミを模したピチピチの全身タイツを着用し、テレビ初登場後に全身タイツ界のアイドルとして話題となっている。
  - 全身タイツの顔の部分は目と口の部分が露出していて、色は銀色になっている。

## 活動内容
- 「最近不景気で街ゆく人々の顔に心なしか笑顔が足りないと感じ、自分たちの幸福にも授かった若さと美貌と頭脳で世の中を明るくしたい」というコンセプトのもと、立ちあがった集団。
- 高速組体操を主に行っている。

## 活動場所
- 主に代々木公園に出没する

## テレビ出演
- ウェルカムTV (テレビ東京)
- とんねるずのみなさんのおかげでした (フジテレビ) - 安すぎて伝わらない素人芸選手権に出演。
- 学生ヒーローズ(テレビ朝日)
- 新知識階級 クマグス（TBSテレビ）- 2010年8月12日
- 百識王（フジテレビ）- 2010年9月21日